# Yammer
Yammer [ˈjæm.ɚ]  ist ein soziales Netzwerk, das ursprünglich als Mikrobloggingdienst gestartet wurde. Das Angebot richtet sich nicht an Einzelpersonen, sondern an Unternehmen; es können interne Netzwerke (nur E-Mail-Adressen mit der gleichen Domain sind erlaubt) und externe Netzwerke eingerichtet werden. Durch den beruflichen Fokus stehen das Teilen und die Bearbeitung von Dokumenten, der Austausch von Wissen sowie die unternehmensinterne und unternehmensübergreifende Zusammenarbeit und Kommunikation im Vordergrund.
Yammer ist seit September 2008 in Betrieb.
2011 investierte Social Capital in Yammer. Am 25. Juni 2012 wurde bekannt, dass der IT-Konzern Microsoft Yammer für einen Preis von 1,2 Milliarden Dollar übernehmen will. Die Übernahme wurde am 19. Juli 2012 abgeschlossen.
Microsoft entwickelte Integrationen für Yammer zu Office 365, OneNote und Microsoft Sharepoint. Yammer ist seit Januar 2017 nicht mehr als eigenständige Applikation erhältlich, sondern wurde Teil von Office 365 Enterprise.
Yammer soll in Viva Engage aufgehen, was im Januar 2024 abgeschlossen zu sein scheint.